# チャペル

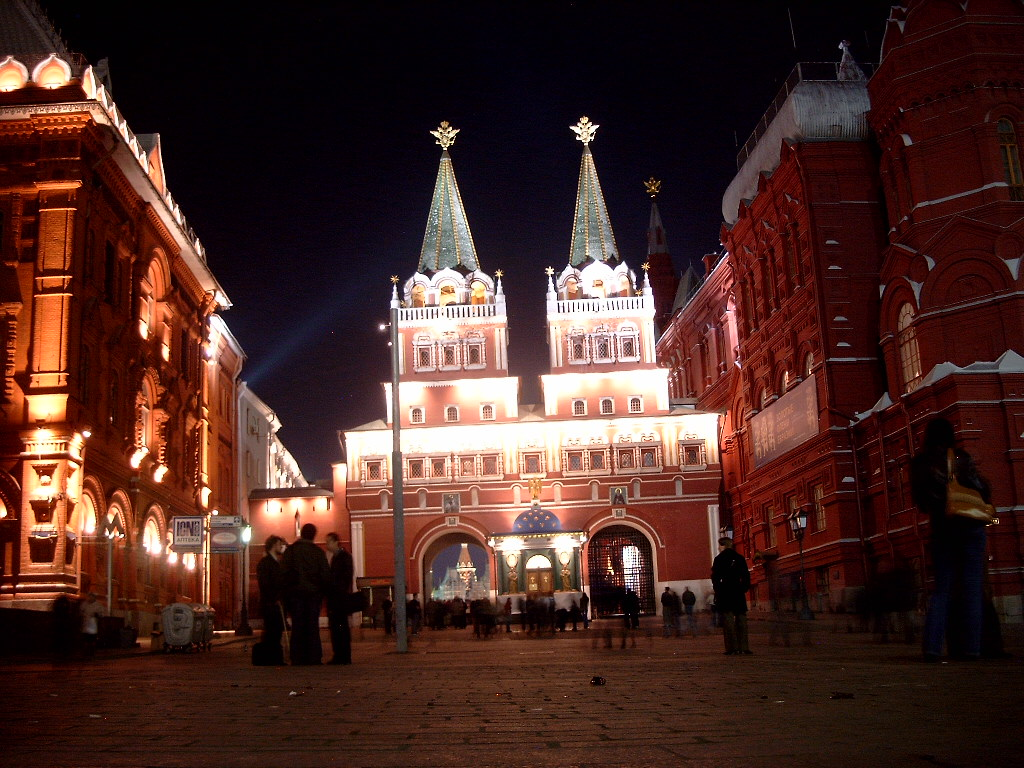
モスクワの復活門に付随するイヴェロン聖堂（正教会）。英語では"Iveron Chapel"（イヴェロン・チャペル）と表記されることがあるが、ロシア語では「チャペル」と語源（capella）を同じくする"Капелла"（カペラ）は通常カトリック教会の聖堂に用い、イヴェロン聖堂のような正教会の聖堂に「チャペル」「カペラ」といった語を用いることはない。ロシア正教会以外の正教会でも、聖堂をチャペルもしくはカペラ等と呼ぶ例はほとんどない。

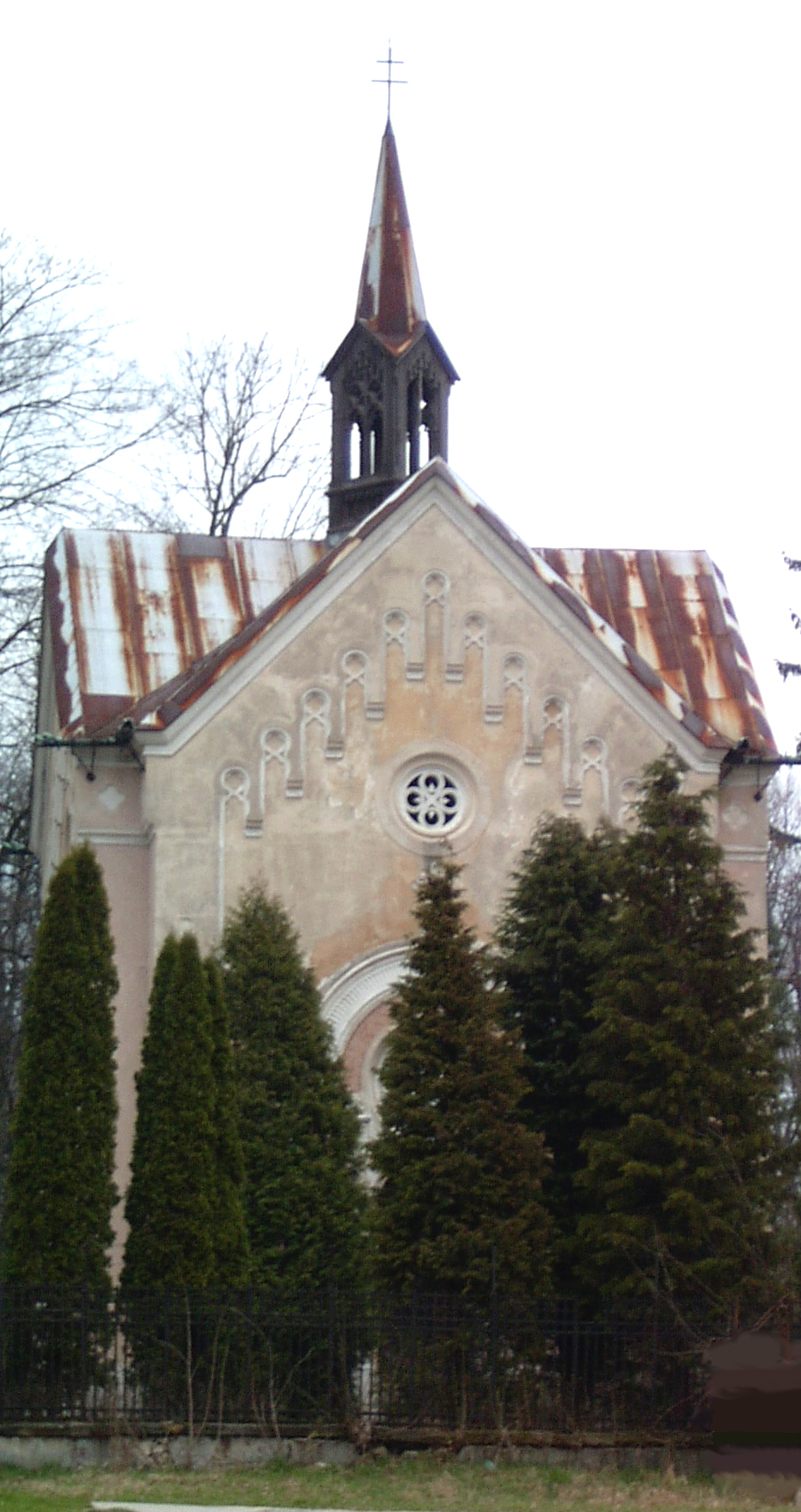
モショヴツェ（スロヴァキア）のチャペル

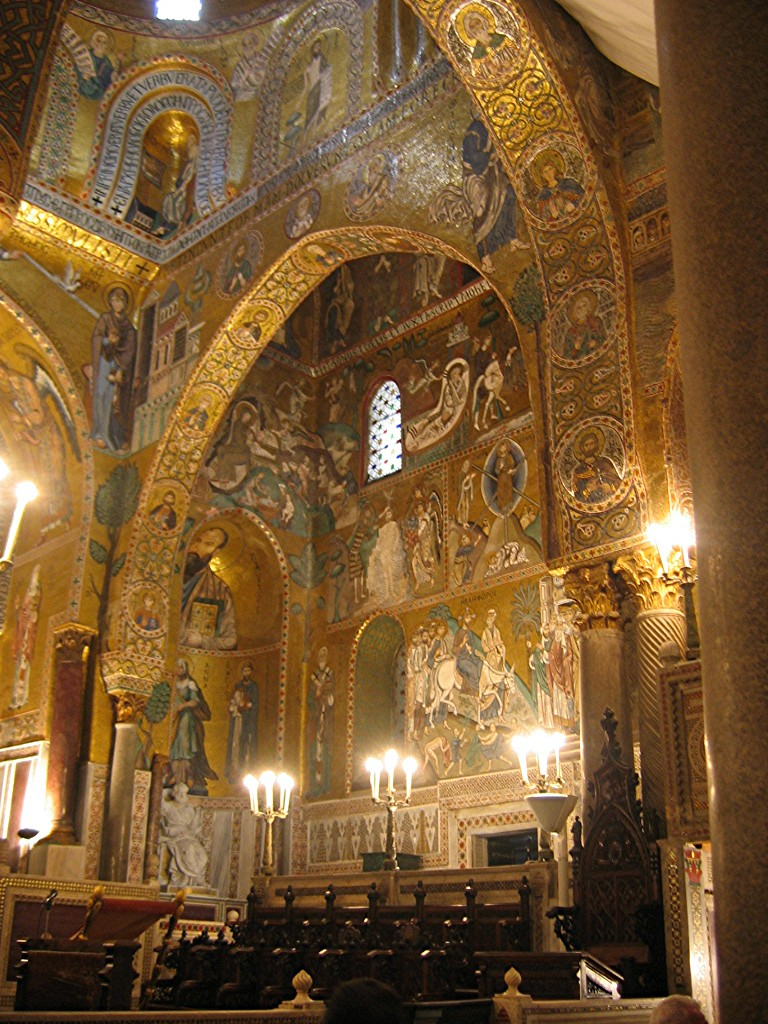
パレルモのカペラ・パラティーナ（Cappella Palatina、カトリック教会）。ビザンティンモザイクで覆われた内壁が特徴。

チャペル (chapel) は、本来クリスチャンが礼拝する場所であるが、私邸、ホテル、学校、兵舎、客船、空港、病院などに設けられる、教会の所有ではない礼拝堂を指すこともある。
日本語の慣行としてはもっぱら世俗の用途で用いられる。日本では、キリスト教主義学校（ミッション・スクール）の学校礼拝施設として、あるいはホテル併設の結婚式用会堂として建てられる例が多い。世俗の施設の場合は教会に属さない。
イングランドとウェールズでチャペルは国教会に属さないプロテスタント教会を指す語である。またスコットランドとアイルランドではローマ・カトリック教会がチャペルと呼ばれる。
なお上記は西方教会および結婚式用会堂に当てはまる語義説明であり、東方教会（正教会・東方諸教会）においては聖堂（ギリシア語: Ναός、ロシア語: храм）に対して「チャペル」の呼称はあまり用いられない（日本正教会におけるの片仮名表記としては皆無、海外正教会では若干例があるがそれほど通用性は高くない）。

## 語源
チャペルという語の由来は、トゥールのマルティヌスの故事にちなんでいる。マルティヌスは兵役についていたときに、自分の外套を半分に切って、貧しい者に与えた。その夜、夢にイエス・キリストが現れ、目覚めると半分に切ったはずの外套は元通りになっていた。
この“小さな外套”をラテン語で“カペラ” (capella) と呼んだことから、この聖なる外套を保存する建物もカペラと呼ぶようになり、後に英語のチャペルとなった。音楽におけるア・カペラもこの建物に由来している。

## キリスト教会としてのチャペル
福音派のマーティン・ロイドジョンズで有名なロンドンのウェストミンスター・チャペルは、ウェストミンスター教会と表記する場合もあるが、そのままチャペルと転写されることも多い。このように日本語のチャペルも、教会に属する教会員を有しない礼拝堂を、必ずしも意味していない。日本でも幾つかのキリスト教会は、チャペルと呼ばれている。一例として八巻正治が牧師として運営していた教会も『ラブリー・チャペル』であった。

## 非キリスト教会としてのチャペル
多くの場合、チャペルは自教会を離れて滞在する寄留者のための礼拝施設（＝ハコモノ）であり、教会（＝教会員制組織）ではない。
チャペル専属の教職者をチャプレンという。日本のチャペルは(宗教法人としての)教会ではない場合が多いので、プロテスタントのチャプレンは、その資格があっても職務は牧師ではない。米軍基地のチャペルのような、複数の教派の聖職者が常駐するチャペルもある。また従軍聖職者が従軍先において洗礼の礼典を執行することもある。
日本の教会でないチャペルについて、教会の機能を満たしていない。具体的には、チャペルは結婚式、葬儀、ミサや礼拝を行い聖餐も執行されることがあるが、普通は洗礼が行われず、属する教会員を持たない。また、ミッションスクールなどの内部にある会堂を用いて、教会員を持つ教会とすることもあるが、その場合、その建物はチャペルという名称では一般になく、教会堂。専属教師はチャプレンではなく牧師である。

### 結婚式教会

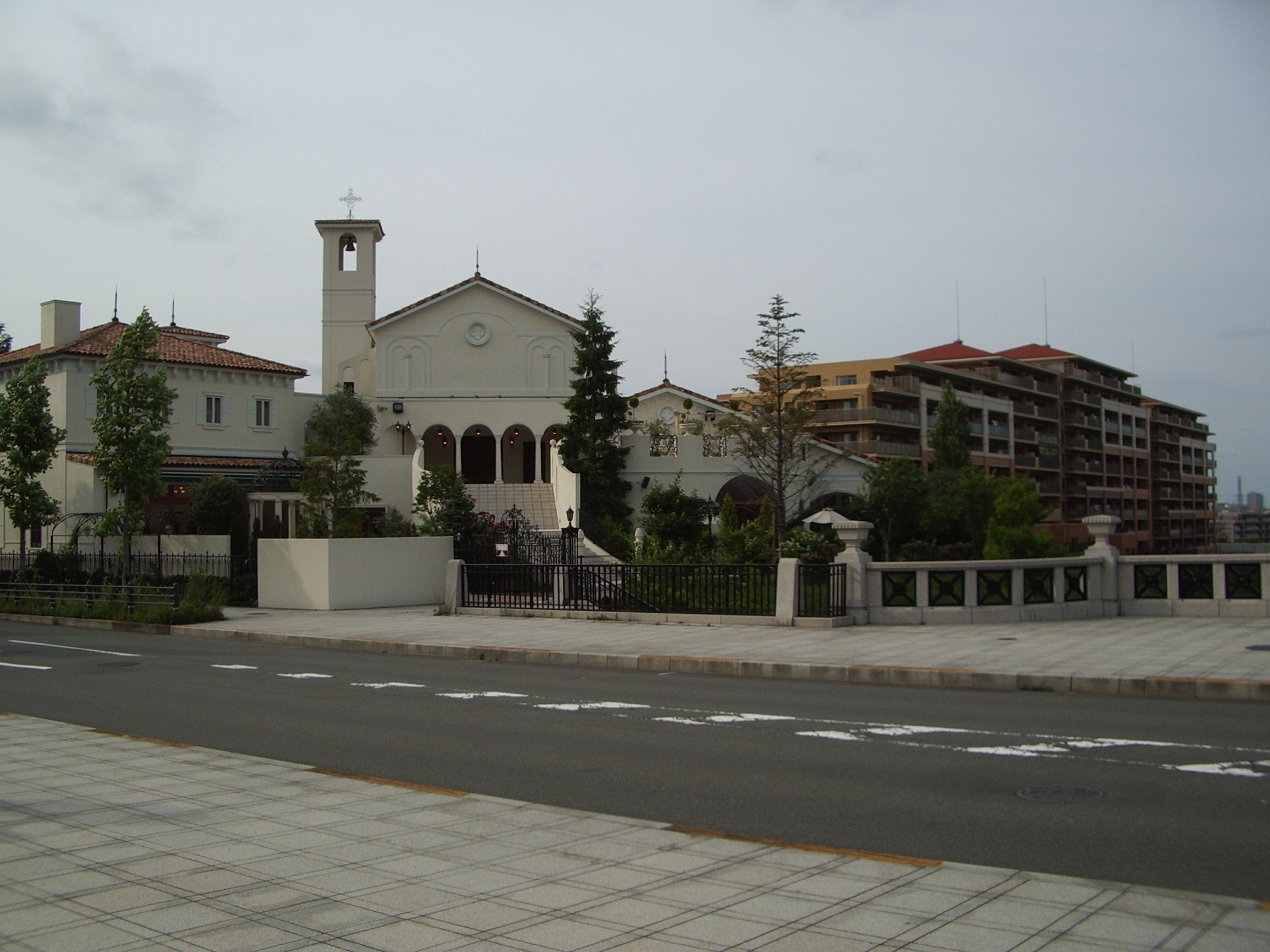
八王子市内にあるウェディングチャペル

キリスト教の信徒ではない者が気軽に「キリスト教式の結婚式の雰囲気」で結婚するための施設として、キリスト教の聖堂に似せた建造物が建設されることがある。これらの建造物を指し示す名詞として「ウェディングチャペル」「結婚式教会」などと称する。
こうした施設の多くは「チャペル」を名乗っているが、中には司教座聖堂をも意味する「大聖堂」を偽称するものも存在する（「セントグレース大聖堂」）。なお、これらの施設は日本国に限らずグアムやハワイにも多数建設されているが、いずれも宗教法人ではなく、信徒も存在しない。聖職者も居ないことが多いが、多くの場合「ブライダル宣教団」などの伝道団体による派遣や、地域の教会の牧師がアルバイトとして招かれる。
こうした施設を運営する業者は、自社の施設を「ブライダル・ゲストハウス」などと呼んでいる。